# Georgi Csilikov
Georgi Prodanov Csilikov (bolgár nyelven: Георги Проданов Чиликов) (Burgasz, 1978. augusztus 23. –) bolgár válogatott labdarúgó, edző.

## Válogatott
A válogatott tagjaként részt vett a 2004-es Európa-bajnokságon.

## Sikerei, díjai
- Levszki Szofija
  - Bolgár bajnok:2001–02
  - Bolgár kupa: 2001–02, 2002–03, 2004–05
- Lokomotiv Plovdiv
  - Bolgár bajnok: 2004

## Válogatott góljai
| # | Dátum             | Stadion                                          | Ellenfél | Gól   | Eredmény | Kiírás               |
| - | ----------------- | ------------------------------------------------ | -------- | ----- | -------- | -------------------- |
| 1 | 2002. október 16. | Vaszil Levszki Nemzeti Stadion, Szófia, Bulgária | Andorra  | 1 – 0 | 2–1      | 2004-es Eb selejtező |